# Ладога (Індіана)
Ладога (англ. Ladoga) — місто (англ. town) в США, в окрузі Монтгомері штату Індіана. Населення — 1081 особа (2020).

## Географія
Ладога розташована за координатами 39°55′0″ пн. ш. 86°47′57″ зх. д. / 39.91667° пн. ш. 86.79917° зх. д. (39.916587, -86.799235).  За даними Бюро перепису населення США в 2010 році місто мало площу 1,40 км², уся площа — суходіл.

## Демографія
Згідно з переписом 2010 року, у місті мешкало 985 осіб у 377 домогосподарствах у складі 269 родин. Густота населення становила 702 особи/км².  Було 449 помешкань (320/км²).
Расовий склад населення:
| - 98,4 % — білих - 0,3 % — азіатів - 0,1 % — чорних або афроамериканців |

До двох чи більше рас належало 0,9 %. Частка іспаномовних становила 1,0 % від усіх жителів.
За віковим діапазоном населення розподілялося таким чином: 28,3 % — особи молодші 18 років, 59,8 % — особи у віці 18—64 років, 11,9 % — особи у віці 65 років та старші. Медіана віку мешканця становила 36,1 року. На 100 осіб жіночої статі у місті припадало 98,6 чоловіків;  на 100 жінок у віці від 18 років та старших — 96,7 чоловіків також старших 18 років.
Середній дохід на одне домашнє господарство  становив 56 521 долар США (медіана — 49 583), а середній дохід на одну сім'ю — 58 000 доларів (медіана — 48 516). Медіана доходів становила 42 083 долари для чоловіків та 30 294 долари для жінок. За межею бідності перебувало 16,7 % осіб, у тому числі 27,0 % дітей у віці до 18 років та 0,0 % осіб у віці 65 років та старших.
Цивільне працевлаштоване населення становило 478 осіб. Основні галузі зайнятості: роздрібна торгівля — 22,0 %, виробництво — 19,0 %, освіта, охорона здоров'я та соціальна допомога — 17,8 %.